# Циноморий
Циномо́рий, или Циномо́риум (лат. Cynomōrium, от др.-греч. κύνεος μόριον «собачий о́рган») — род цветковых растений, единственный в семействе Циномориевые (Cynomoriaceae). Содержит два вида (некоторые считают их подвидами одного вида, Cynomorium coccineum). Согласно системе APG III, порядок, к которому относится это семейство, не определён.

## Ботаническое описание

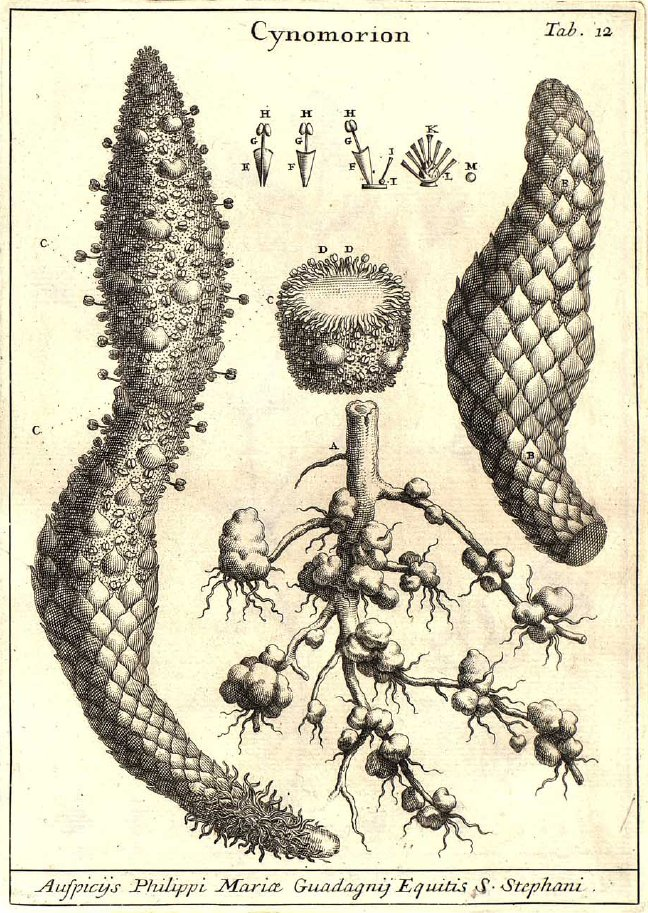
Cynomorium coccineum

Многолетнее травянистое растение высотой до 30 см. Это красно-коричневые бесхлорофилльные растения. Циномориум ведёт целиком паразитический образ жизни, присасываясь особыми короткими придатками-гаусториями к проводящим пучкам корней других растений, в основном галофитов. Хозяевами Cynomorium coccineum являются растения рода Atriplex, а Cynomorium songaricum — селитрянка сибирская (Nitraria sibirica), виды родов Reaumuria, Salsola и тамарикс (Tamarix). Вторичного роста нет. Имеются подземные коричневатые ветвящиеся корневища. Надземные сочные стебли не ветвятся. Очерёдные, спирально расположенные на стебле листья редуцированы в треугольные и ланцетные чешуи.
Однодомные растения. Соцветие — верхушечный колос красно-коричневого цвета. Каждый цветок находится в пазухе треугольного чешуеподобного прицветника. В основном однополые, редко двуполые мелкие цветки красного цвета. Околоцветник представлен обычно 3-4 (1-8) редуцированными лопастями. В женских цветках иногда отсутствуют прицветники. Мужские цветки содержат лишь 1 тычинку и рудиментарный семязачаток. Два плодолистика срастаются с образованием нижней завязи. Она содержит всего одну яйцеклетку.
Плод — маленький круглый односемянный орех.

## История
Название рода Cynomorion впервые было использовано в 1729 году Pier Antonio Micheli в своей книге Nova plantarum genera. Линней изменил это название в своей Materia Medica (1749) на Cynomorium. До XVIII века это растение считали грибом.

## Систематическое положение
Положение семейства в таксономической системе неясно. Попытки найти его ближайшего родственника с помощью молекулярно-филогенетических исследований также показывали неубедительные результаты. В разных работах оно относилось к порядкам Санталоцветные (лат. Santalales) или Камнеломкоцветные (лат. Saxifragales), а также рассматривалось как сестринская группа семейства Розовые (лат. Rosaceae) на основании исследовании генома хлоропластов. Поэтому система APG III (2009) не относит это семейство к какому-либо порядку.

## Таксономия
Род рассматривается как содержащий 2 вида:
- Cynomorium coccineum — Циноморий багряный
- Cynomorium songaricum — Циноморий джунгарский

или как монотипный:
- Cynomorium coccineum L.
  - Cynomorium coccineum subsp. songaricum (Rupr.) J.Léonard

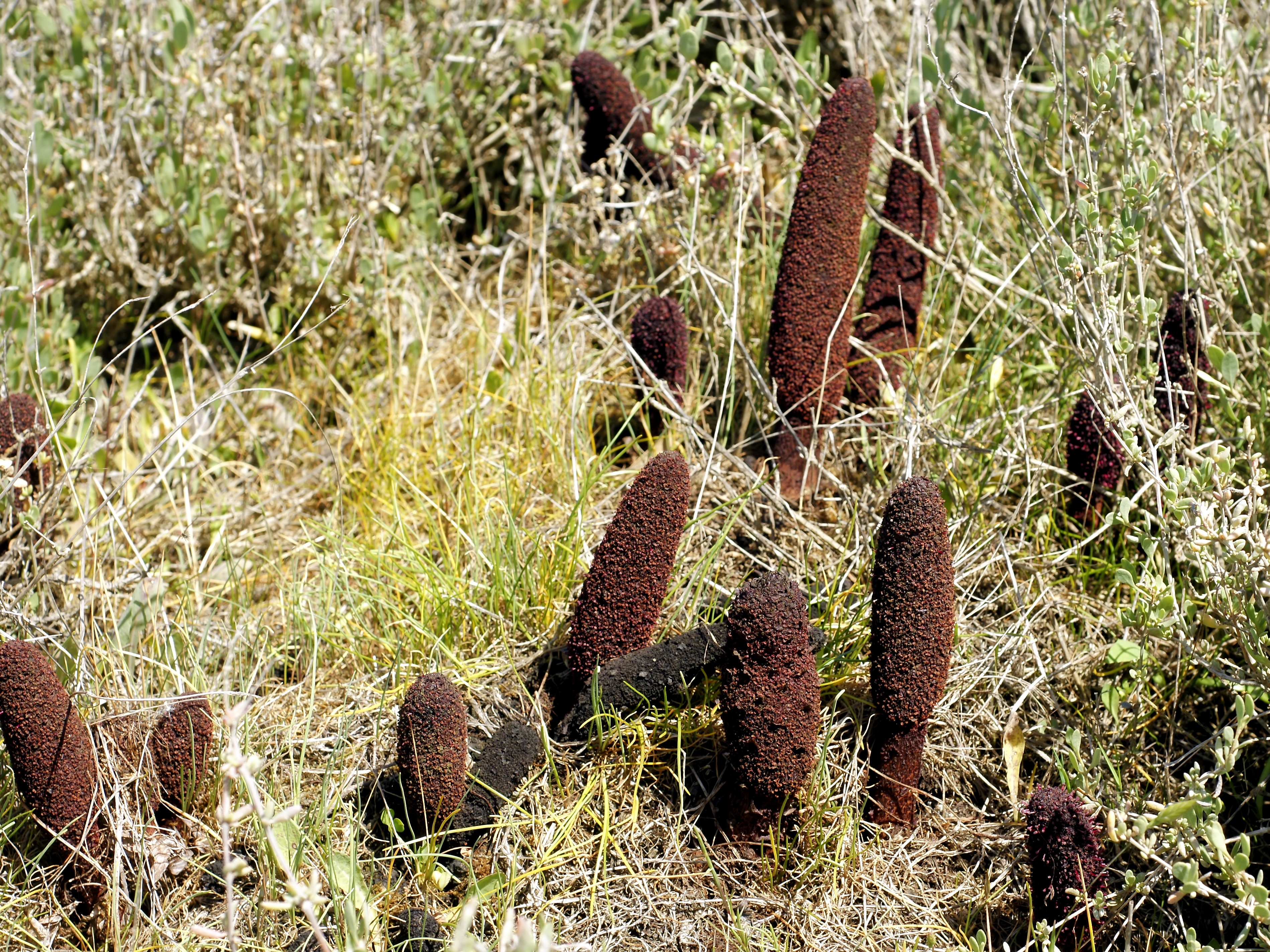
Общий вид Cynomorium coccineum
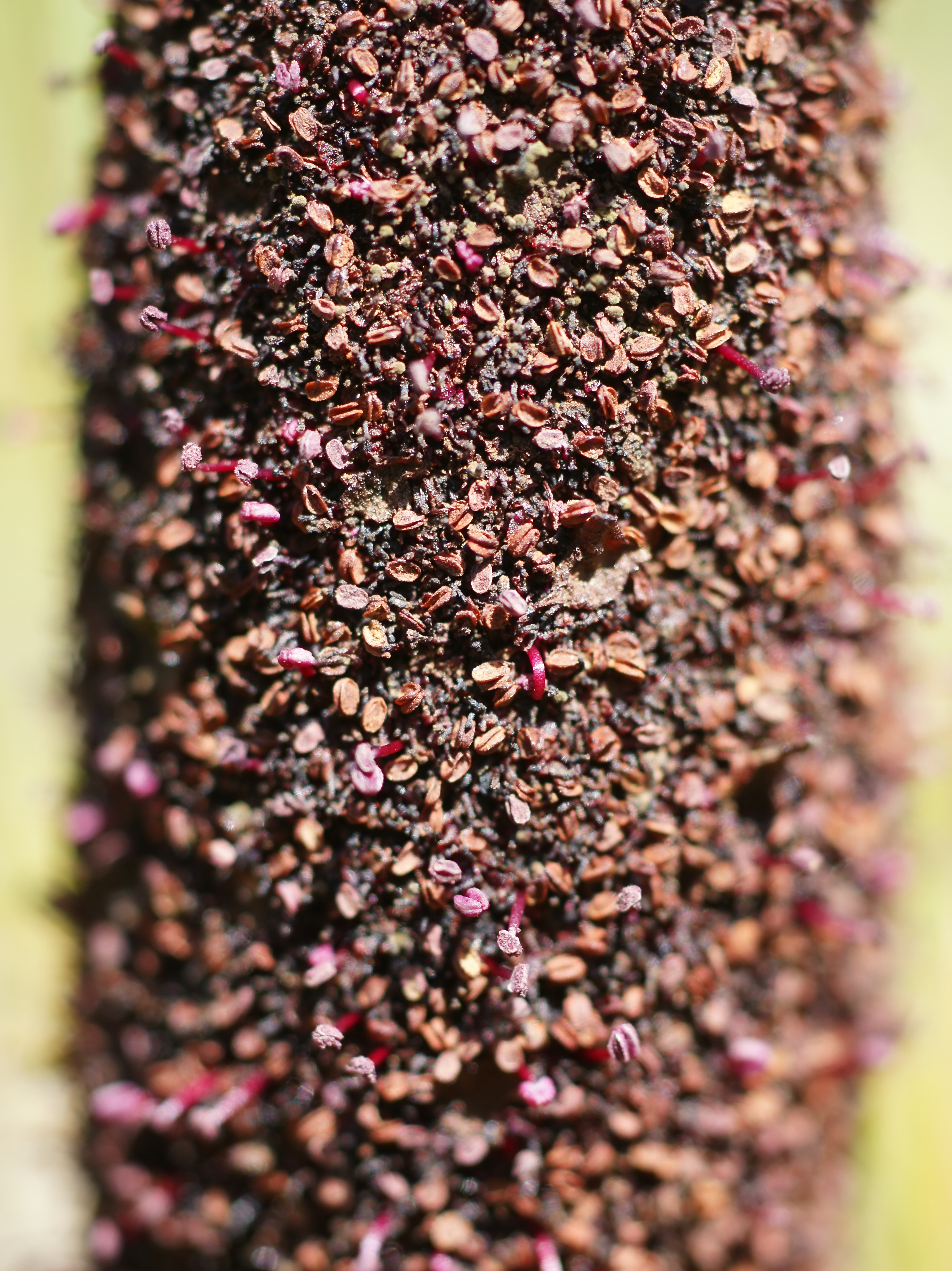
Цветки Cynomorium coccineum
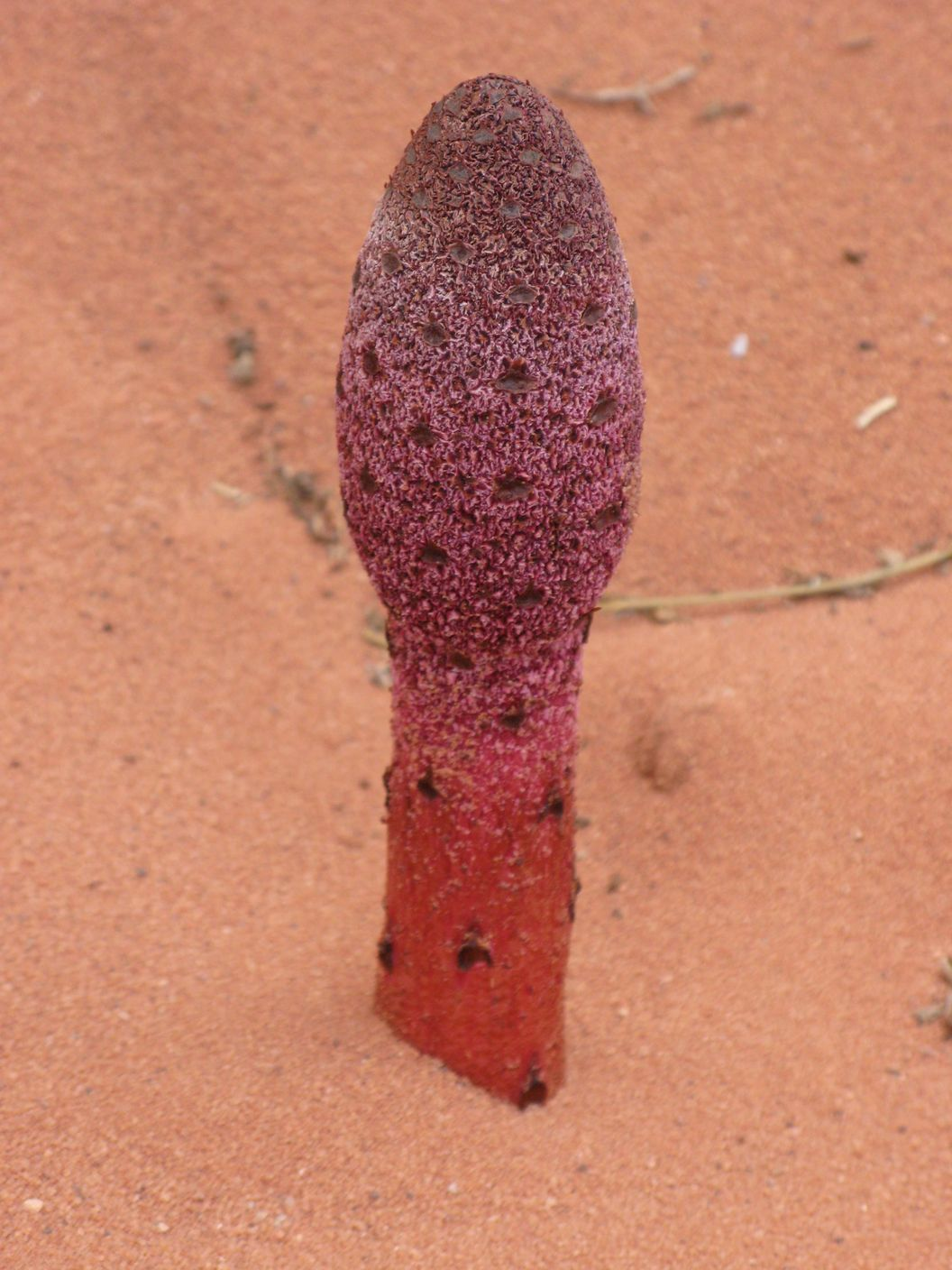
В Иордании

## Использование
Оба вида используются в медицине. В китайской медицине Cynomorium songaricum называется «суоян» (suo yang). Cynomorium coccineum иногда применяется как заменитель предыдущего вида.